# Дампц, Хенрик
Хенрик Дампц (пол. Henryk Dampc; 12 апреля 1935, Вейхерово, Поморское воеводство — 24 марта 2000, Гдыня, Поморское воеводство) — польский боксёр, представитель средних весовых категорий. Выступал за национальную сборную Польши по боксу во второй половине 1950-х — первой половине 1960-х годов, серебряный призёр чемпионата Европы, победитель и призёр многих турниров международного значения, участник летних Олимпийских игр в Риме.

## Биография
Хенрик Дампц родился 12 апреля 1935 года в городе Вейхерово, Польша.
Впервые заявил о себе в боксе в 1955 году, когда вошёл в состав польской национальной сборной и принял участие в матчевой встрече со сборной Югославии в Люблине, где в рамках полусредней весовой категории свёл к ничьей поединок с югославским боксёром Ненадом Маричем.
В 1956 году участвовал в матчевой встрече со сборной Румынии, проиграв по очкам румынскому средневесу Думитру Георгиу.
На чемпионате Польши 1957 года в Гданьске в четвертьфинале первого среднего веса проиграл Михалу Лукасевичу.
В 1958 году одержал победу в зачёте польского национального первенства и на международном турнире в Лодзи, отметился выступлением в матчевой встрече со сборной Венгрии во Вроцлаве, выиграв по очкам у венгерского боксёра Яноша Эрдейи.
На чемпионате Польши 1959 года в Познани стал серебряным призёром. Помимо этого, боксировал в матчевых встречах со сборными Югославии и Западной Германии, выиграл чемпионат полицейских в ГДР, побывал на чемпионате Европы в Люцерне, откуда привёз награду серебряного достоинства — в финале первого среднего веса был остановлен итальянцем Нино Бенвенути.
Благодаря череде удачных выступлений удостоился права защищать честь страны на летних Олимпийских играх 1960 года в Риме. В категории до 71 кг благополучно прошёл первых двоих соперников по турнирной сетке, тогда как в третьем бою на стадии четвертьфиналов раздельным решением судей потерпел поражение от британца Уильяма Фишера.
После римской Олимпиады Дампц остался в составе боксёрской команды Польши на ещё один олимпийский цикл и продолжил принимать участие в различных международных турнирах. Так, в 1961 году на турнире в Бухаресте он вновь стал чемпионом среди полицейских, при этом на чемпионате Польши во Вроцлаве попасть в число призёров не смог, уже на предварительном этапе уступил Тадеушу Валасеку.
В 1962 году стал серебряным призёром польского национального первенства, в решающем финальном поединке вновь проиграл Валасеку.
На чемпионате Польши 1964 года в Быдгоще взял бронзу в среднем весе, в полуфинале его снова победил Тадеуш Валасек.
Завершил спортивную карьеру в 1967 году после неудачного выступления на чемпионате Польши в Лодзи, где остановился уже на предварительном этапе.
Его старший брат Эдмунд Дампц тоже был достаточно известным боксёром, участвовал в чемпионате Европы 1963 года в Москве.
После завершения спортивной карьеры Хенрик Дампц служил моряком на флоте.
Умер 24 марта 2000 года в городе Гдыня в возрасте 64 лет.